# Comunidad judía de Venta Prieta
La Comunidad Mexicana Israelita El Neguev «Venta Prieta», popularmente conocida como Comunidad de Venta Prieta, es una comunidad judía de la ciudad de Pachuca de Soto, Hidalgo, México, constituida por judíos (principalmente miembros de la familia Téllez), que dicen ser descendientes de B'nai Anusim (lit. hijos de los forzados), teniendo como pruebas los apellidos de judíos españoles que se convirtieron al catolicismo, y el conservar algunas prácticas de la ley mosaica.

## Descripción
Se trata de una pequeña congregación, que según sus miembros serían judíos sefardíes, cuyos ancestros llegaron a México durante la época colonial, en el siglo XVI, aunque otros dicen ser descendientes de alguna de las tribus perdida de Israel. Fue oficialmente fundada en 1930 por los hermanos Téllez y actualmente es dirigida por miembros de esta la familia. Por muchos años, el rabino Samuel S. Lerer se encargó de la educación, formación y organización de la comunidad, función que desempeñó hasta su retiro en 1999.
Hay quienes afirman que fue fundada por vez primera ya en el siglo XIX; aunque la versión más común es que se estableció como tal en los años 1920 de la mano de la viuda de Téllez, María Trinidad, quien afirmaba ser descendiente de los Anusim. Según esta versión, llegó a la zona con sus doce hijos y madre escapando de Michoacán debido a una revuelta religiosa (probablemente la guerra Cristera), que se librara durante esa época. Conservaba las costumbres de sus ancestros, incluidas el no comer carne de cerdo, encender velas los viernes y rezar a HaShem.
El nombre Venta Prieta, se origina en la década de 1920, donde se daba el nombre de Venta a los sitios construidos a orillas de la carretera, generalmente puestos de comida que brindaban de la misma a los viajeros, así como macheros y bastimentos para las recuas que conducían. Uno de estos lugares fue precisamente el ubicado en el cruce de caminos que conducían de Pachuca de Soto a Ciudad de México y Actopan. Prieta como adjetivo del hollín producido por el carbón con el que cocinaban los alimentos que se vendían. También por la tierra negruzca de las hortalizas que se producían en ese lugar. Actualmente, el nombre lo ostenta la colonia situada en los límites de la ciudad, donde la comunidad mantiene su sede.